# CSX 교통
CSX 교통(영어: CSX Transportation)은 CSX 주식회사가 소유한 미국의 철도 기업으로 주로 미국 동부와 캐나다에 노선을 가지고 있으며, 본사는 미국 플로리다주 잭슨빌에 있다.

## 역사
1986년에 시보드 시스템 철도와 체시 시스템 주식회사를 합병과 동시에 설립했다. 모기업인 CSX 주식회사는 1980년에 설립했고 당시 지주 회사로 운영하고 있으며 노선마다 다른 명칭으로 운행했다. 이후 모회사의 합병과 자회사인 철도의 합병 시기가 다를 뿐만 아니라, 모기업이 사명을 변경 했으나 자회사는 사명을 그대로 유지하기 때문에 참고해야 한다.
1987년까지 합병된 회사를 1980년 시점이자 체시 시스템 주식회사에 인수된 경우
- 볼티모어 앤 오하이오 시카고 터미널 철도
- 웨스턴 메릴랜드 철도
- 볼티모어 앤 오하이오 철도
- 체사 피크앤 오하이오 철도
- 시보드 시스템 철도에 인수된 경우
- 시보드 코스트라인 철도
- 루이빌 앤내쉬빌 철도

철도가 있다. 원래 체시 시스템 주식회사가 보유하고 있던 철도는 볼티모어 앤 오하이오 시카고 터미널 철도와 웨스턴 메릴랜드 철도가 존재 했으나 1987년 4월에 체사 피크앤 오하이오 철도가 볼티모어 앤 오하이오 철도를 합병한 다음 같은 해 8월에 CSX에 합병했다. 시보드 코스트라인 철도, 루이빌 앤내쉬빌 철도는 1982년에 시보드 시스템 철도에 합병되었다.
1997년에 경영난에 빠진 콘레일의 자산 분할 운영의 권리 취득을 위해 노퍽 서던 철도와 함께 미국 육상 교통위원회(영어: Surface Transportation Board)에 신청하고 콘레일의 지분 매입에 합의했다. 1998년 8월에 서피스 운송 위원회(영어: Surface Transportation Board)의 승인을 얻으면서 1999년 6월에 노퍽 서던 철도와 함께 공동으로 운행하기 시작했다. CSX는 콘레일 자산의 42%를 인수한데 이어 노퍽 서던 철도가 58%를 인수했다.

## 운행 노선
- CSX는 일리노이주를 거점으로 한 미국 북부와 플로리다주 잭슨빌을 거점으로 운행하고 있다. 각각 5개의 지역 조직을 운영하고 있다.

### 미국 북부
- 오대호
- 시카고
- 올버니
- 볼티모어
- 루이빌

### 미국 남부
- 애틀랜타
- 헌팅턴
- 내쉬빌
- 플로렌스
- 잭슨빌

## 거점 간 운송
이 회사는 쥬스 트레인이란 화물 열차를 운행하고 있다. 미국의 음료수 제조사인 트로피카나 프로덕츠에서 제공한 오렌지 쥬스를 플로리다주 브레이든턴에서 물류 센터가 있는 뉴저지주 그린빌과 오하이오주 신시내티까지 운행한다. 21세기에 쥬스 트레인은 수송 효율에서 표창장을 받았다. 부패하기 쉬운 화물을 고효율로 수송하는 현대의 철도 화물 수송의 좋은 자료가 된 것이다. 또한 매일 뉴욕에서 플로리다주에 폐기물을 가득 실은 컨테이너를 50량의 화차에 옮기기 시작했다. 1997년부터 메릴랜드주에 폐기물 운반 열차를 운행하고 있다. 일요일을 제외한 매일, 휴일 전후에 1일 2회 운행한다. 폐기물은 컨테이너에 포장해 몽고메리 카운티에서 폐기물 재생 처리 공장으로 약 27.2km의 거리를 더블 스택 트레인으로 운행하고 있다.

## 사진

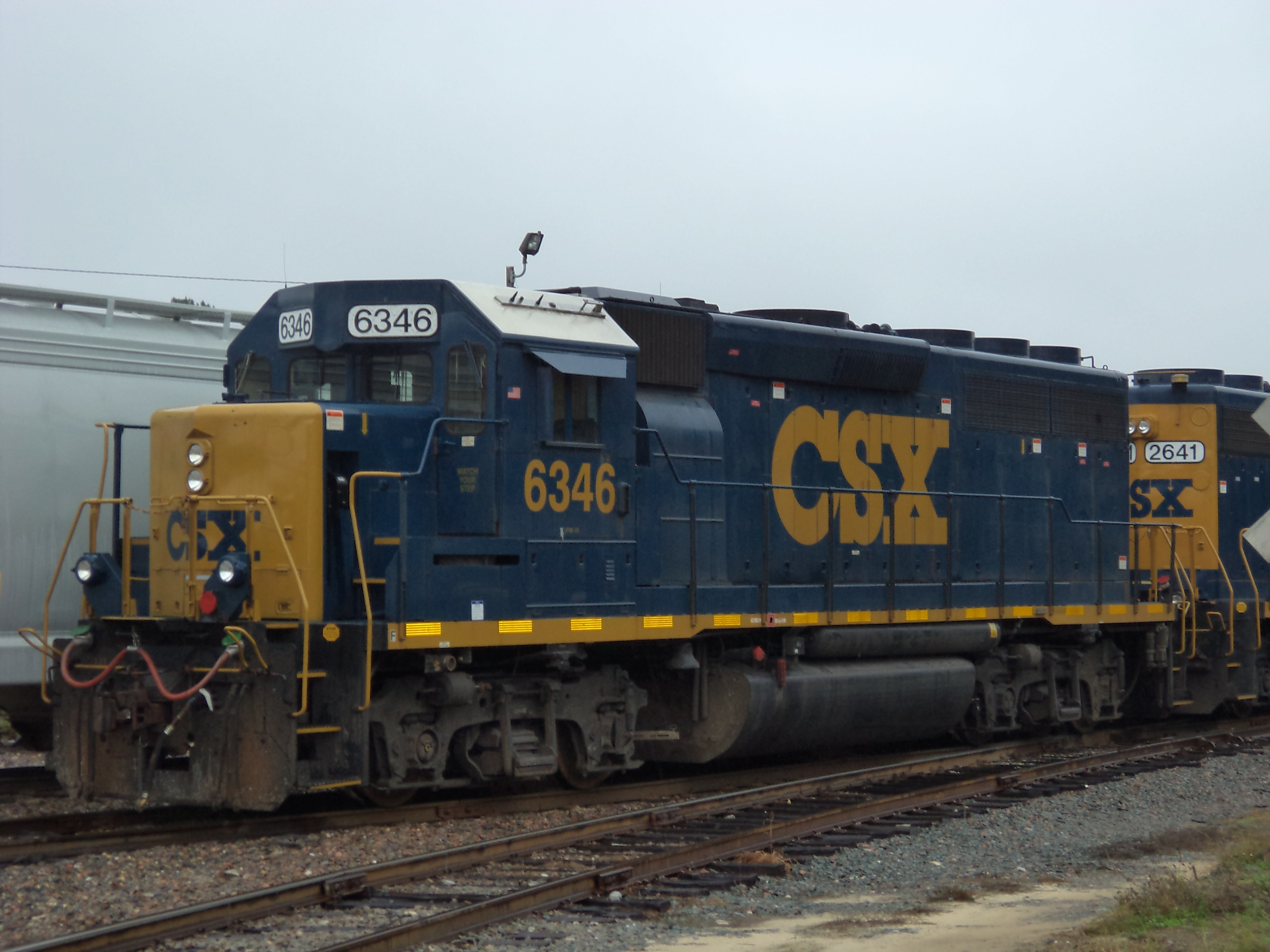
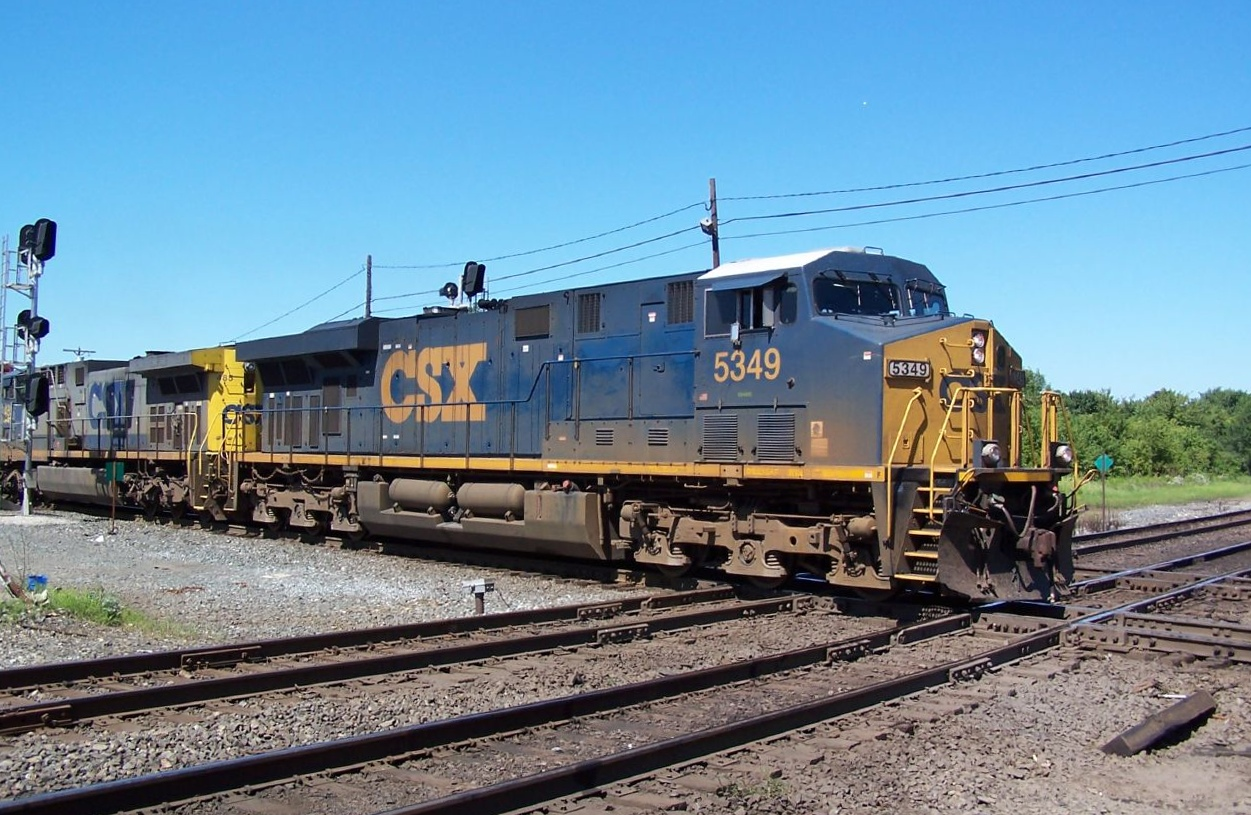
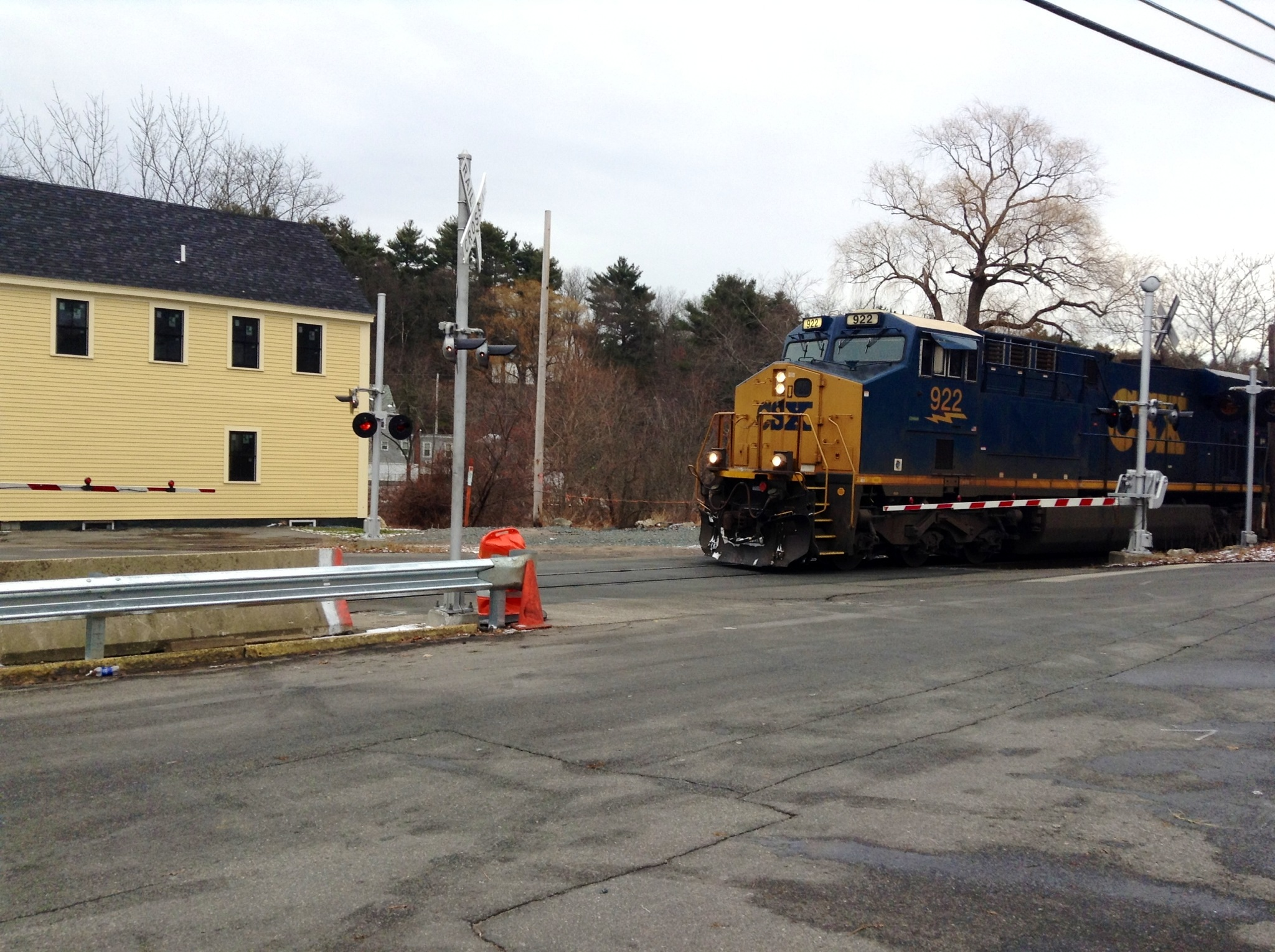
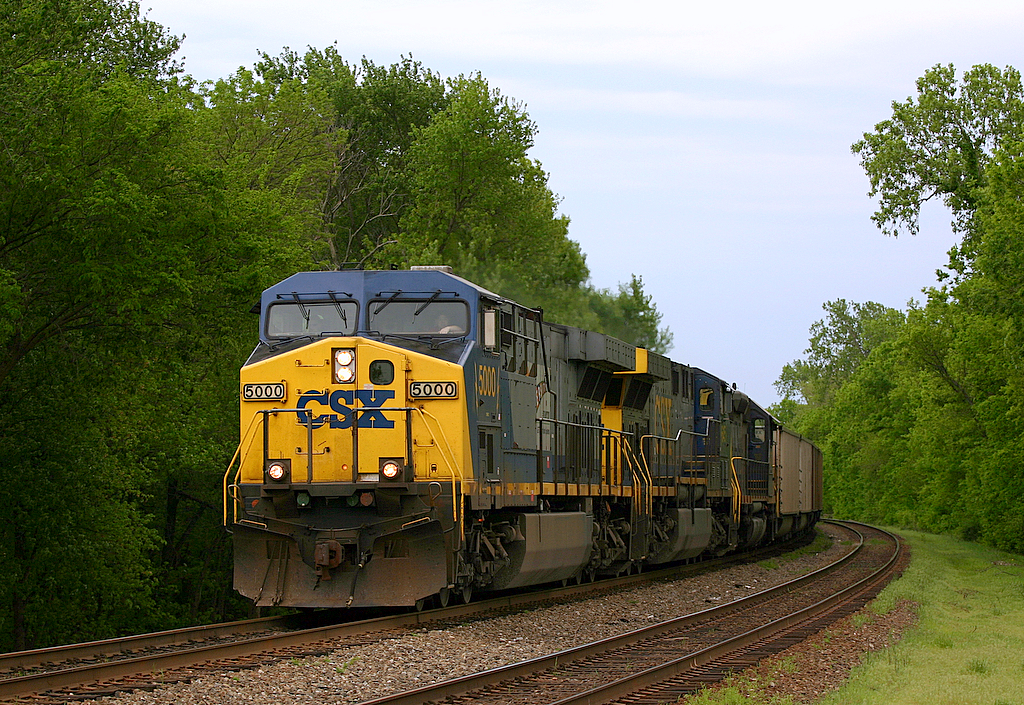
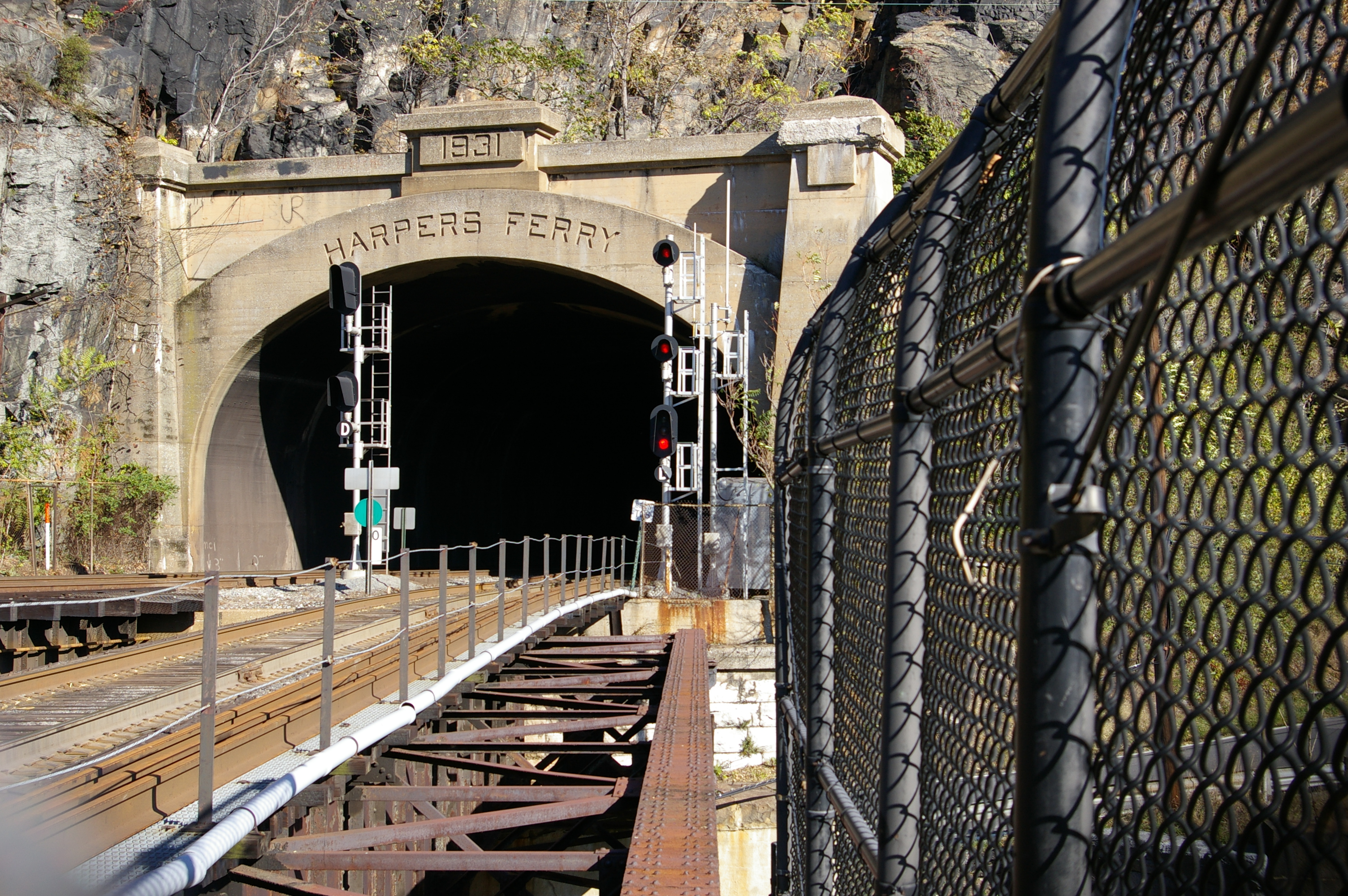
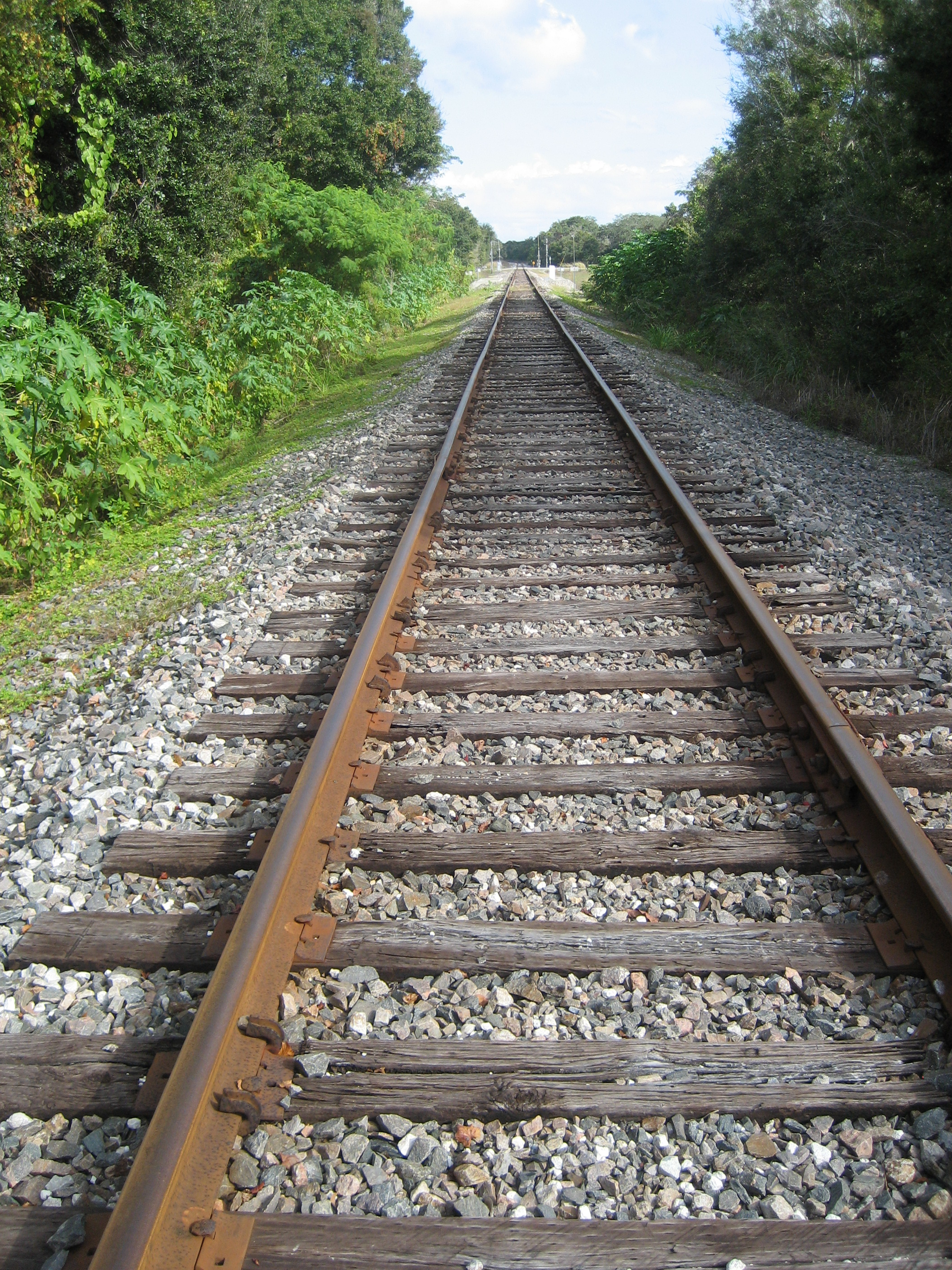
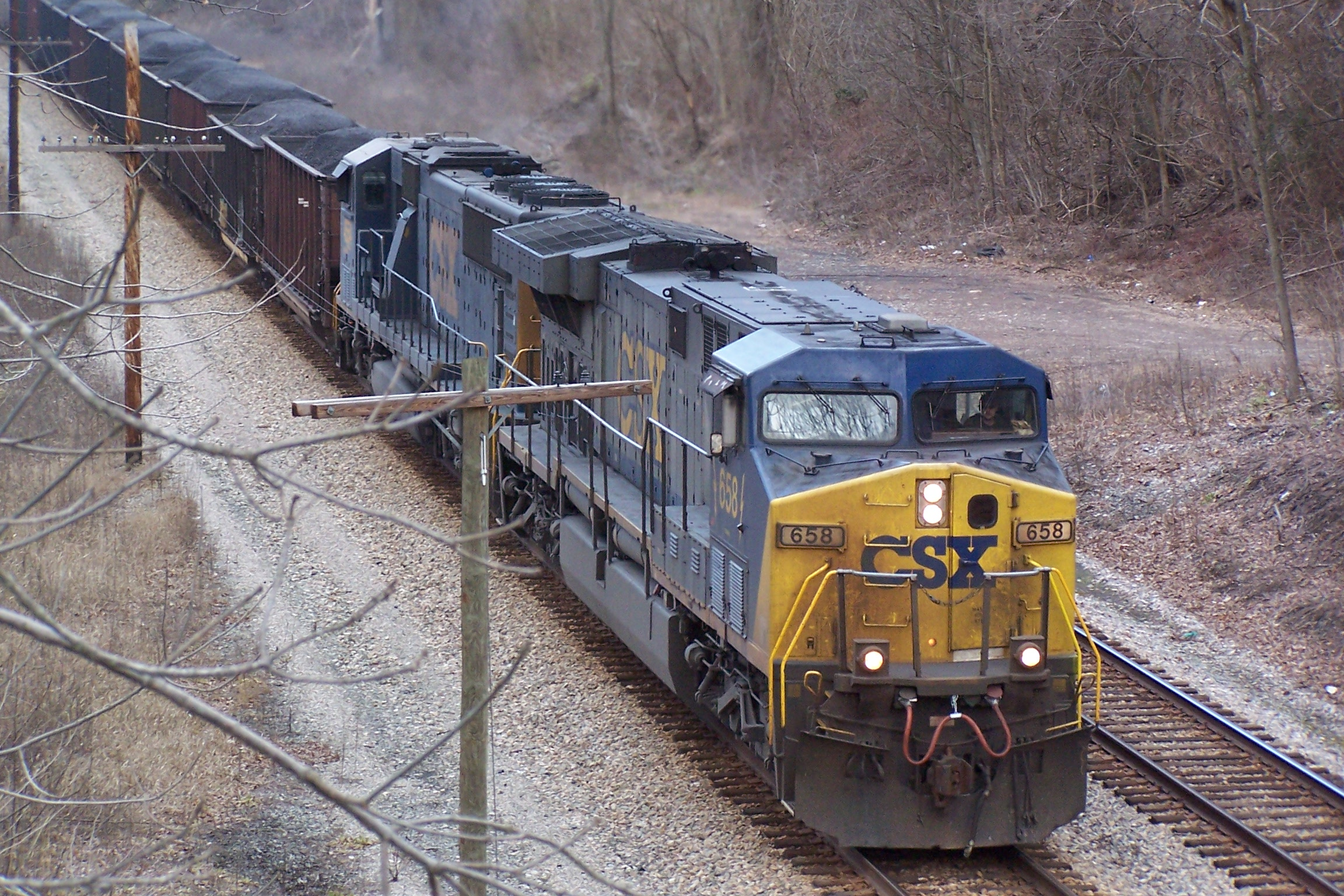
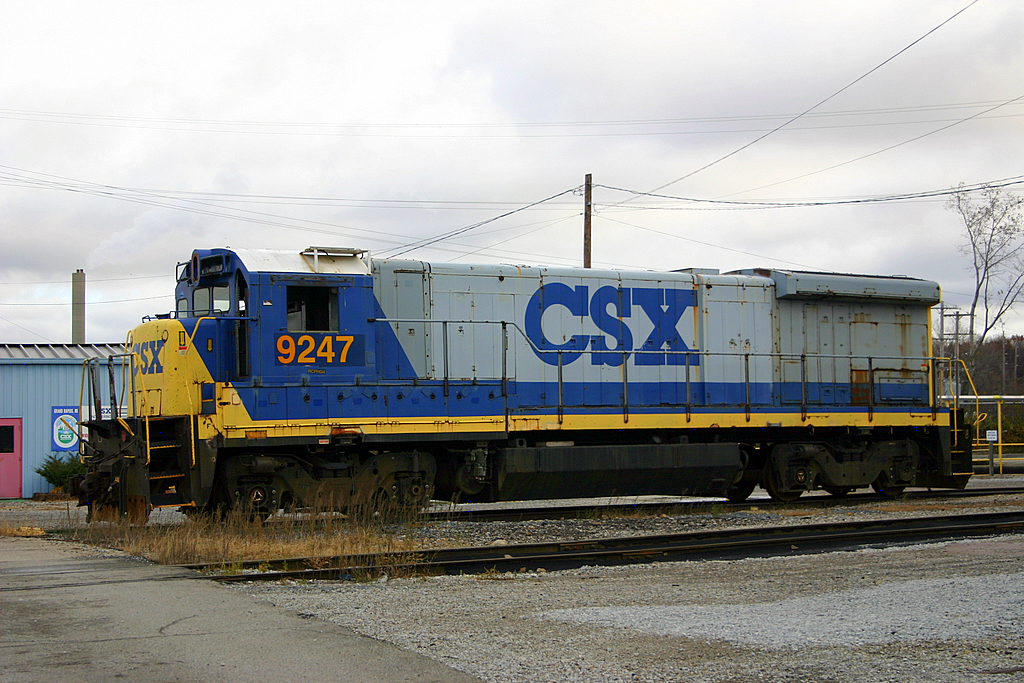
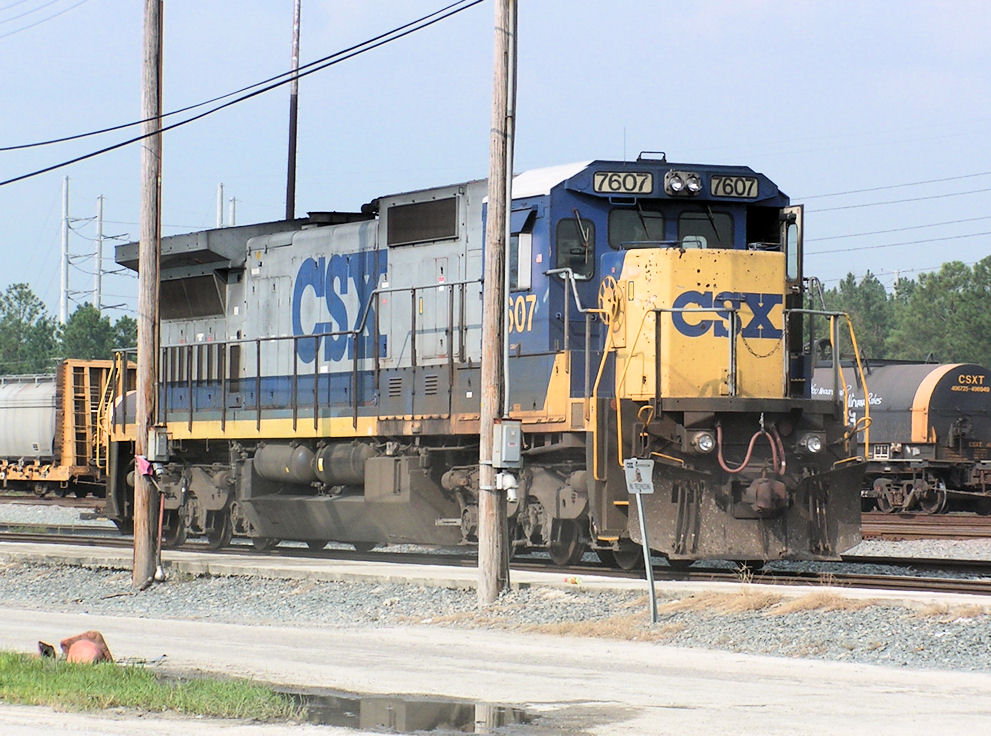

## 같이 보기
- 쥬스 트레인

## 사건 및 사고
- 하워드 스트리트 터널 화재 사고
- CSX 8888 폭주 사고
- 2015년 마운트카본 철도 사고
- 2015년 테네시 탈선 사고